# Jean de Moulins
Jean de Moulins (zm. 23 lutego 1353 w Awinionie) – francuski duchowny katolicki, dominikanin inkwizytor, kardynał.

## Życiorys
Pochodził z diecezji Limoges. Wstąpił do zakonu dominikanów w konwencie Brive w południowej Francji. Od 1344 do 1348 sprawował funkcję inkwizytora Tuluzy, podejmując energiczne działania przeciwko heretyckim beginom i waldensom. W 1347 został Mistrzem Świętego Pałacu, a 30 maja 1349 kapituła generalna zakonu dominikanów obradująca w Barcelonie obrała go na generała zakonu.
17 grudnia 1350 papież Klemens VI mianował go kardynałem prezbiterem. 3 lutego 1351 Jean de Moulins przybył do kurii papieskiej w Awinionie i otrzymał od papieża kościół tytularny S. Sabina. Uczestniczył w konklawe 1352 i zmarł w Awinionie krótko po jego zakończeniu.